# Mercedes-Benz 170S
O Mercedes-Benz 170 S é um carro de luxo produzido pela Mercedes-Benz de 1949 a 1955 em vários modelos movidos a gasolina e diesel. Inicialmente, foi oferecido com uma versão de 1,8 litro do motor M136 de quatro cilindros em linha e 1,7 litro, usado no modelo de produção ligeiramente menor, o 170 V. Foi o primeiro Mercedes-Benz a ostentar em seu nome o sufixo "S" (de Sonder modell (modelo especial), denotando um nível superior de conforto e qualidade. Como tal, seu público-alvo eram empresários e diretores de empresas bem-sucedidos.
O 170 S foi lançado em maio de 1949, inicialmente compartilhando o número de chassi do W136 170 V, e se assemelhava bastante a ele. No entanto, em vários aspectos, era mais diretamente um desenvolvimento do W153 Mercedes-Benz 230 de seis cilindros, que a empresa havia produzido, embora em pequenas quantidades, entre 1938 e 1943.
A primeira atualização do 170 S ocorreu em janeiro de 1952, distanciando-se ainda mais do 170 V com seu próprio número de chassi W191. O lançamento, pela Mercedes, um ano antes, do luxuoso modelo 220 Mercedes-Benz W187 com motor M180 de 2,2 litros e seis cilindros, posicionado entre o 170 S e o carro-chefe da empresa, o Mercedes-Benz W186 Adenauer Tourers de 3,0 litros, minou o nicho de luxo do 170 S de quatro cilindros.
Com a chegada do novíssimo Mercedes-Benz W120 180 "Ponton" de 1,8 litro em 1953, o 170 S foi descontinuado e um 170 S-V, que empregava o motor maior do 170 S, mas a carroceria ligeiramente menor do 170 V, foi introduzido. Retornando ao código de chassi W136, o S-V foi produzido até 1955.